# Изабел Гати дьо Гамон
Изабел Гати дьо Гамон (на френски: Isabelle Gatti de Gamond) е белгийска общественичка, феминистка и педагог.
Тя е родена на 28 юли 1839 година в Париж в семейството на италиански художник и белгийската феминистка Зое дьо Гамон. През 1864 година, със съдействието на общината на Брюксел, тя основава първото белгийско средно училище за жени, което оглавява до 1899 година. През последните години от живота си участва активно в Белгийската работническа партия.
Изабел Гати дьо Гамон умира на 11 октомври 1905 година.